# Idioma mayo
El idioma mayo o yoremnokki es una lengua uto-azteca hablada por cerca de 42,601 personas que habitan principalmente en los estados mexicanos de Sinaloa y Sonora. Este grupo de personas corresponde al grupo indígena mayo, que no debe confundirse con los mayas que habitan en el sureste de México. Según la ley de Derechos Lingüísticos vigente en México, es una de las sesenta y tres lenguas nacionales, junto con el español y otras lenguas indígenas que aún se hablan en el país.
Es una lengua sumamente parecida al yaqui a la de sus vecinos norteños, 90 % de inteligibilidad mutua. De hecho, la distinción entre las lenguas yaqui y mayo es más de orden político o étnico que lingüístico, y en algunas ocasiones se las considera como una misma lengua, llamada lengua cahita. A este grupo (cahita) perteneció la lengua ópata, extinta desde mediados del siglo XX.
La comunidad lingüística de los mayos es una de las que presenta menor índice de monolingüismo en México, con menos del 1 % de su comunidad como hablantes exclusivos del idioma mayo.

## Descripción lingüística

### Fonología
El mayo tiene cinco timbres vocálicos y distingue cantidad vocálica, lo cual implica que su sistema fonológico incluye 10 vocales: /a, e, i, o, u; ā, ē, ī, ō, ū/
El inventario de consonantes del mayo incluye:
|             | labial | labial | alveolar | alveolar | palatal | palatal | velar | velar | glotal | glotal |
| ----------- | ------ | ------ | -------- | -------- | ------- | ------- | ----- | ----- | ------ | ------ |
| oclusiva    | p      | pʷ     |          |          | t       | t       | k     | k     | ʔ      | ʔ      |
| africada    |        |        | ʦ        | ʦ        |         |         |       |       |        |        |
| fricativa   |        |        | s        | s        |         |         |       |       | h      | h      |
| aproximante | β      | β      | l,r      | l,r      |         |         |       |       |        |        |
| nasal       | m      | m      | n        | n        |         |         |       |       |        |        |
| semivocal   | w      | w      |          |          |         |         | j     | j     |        |        |

Es frecuente en las transcripciones de textos del mayo encontrar:
- /c/, para transcribir el fonema /t͡s/.
- /b/ o /v/, para transcribir el fonema /β/.
- /y/, para transcribir el fonema /j/.
- / ' /, para transcribir el fonema /ʔ/.

### Morfología
La morfología es similar a la de otras lenguas utoaztecas:
- La morfología nominal es relativamente simple incluyendo la marca de absolutivo -ta y la marca de plural -me para nombres animados (los inanimados frecuentemente son invariables según número gramatical).
- La morfología verbal es substancialmente más compleja.

### Léxico
aásu suegra
ácoro hermana mayor
áchaiguari padre de familia
áiye madre
asé'ebua suegro
asóa hijo, niño
ásoguaara sobrino, -a
báto áiye madrina
báto átchai padrino
báto'o málla ahijada
báto'o ú'usi ahijado
bató'a bautizar
cuúna esposo, marido
guaáyi hermana (menor)
guaguái, -m pariente, -s
jacaláye nuera
jála'i camarada
jámmut mujer
jú'ubua yó'otu joven, mancebo
mócali, mócari cuñada
mó'one yerno
saíla Hermano (menor)
sámari tío
uúsi, -m muchacho, -s
ili uúsi nene
ú'usi hijo
yoréme hombre
taxkarí tortilla